# Kubáňovo
Kubáňovo este o comună slovacă, aflată în districtul Levice din regiunea Nitra. Localitatea se află la altitudinea de 124 m deasupra n.m., se întinde pe o suprafață de 12,06 km2 și în 2017 număra 272 de locuitori.

## Istoric
Localitatea Kubáňovo este atestată documentar din 1236.

## Demografie
| An:                | 1994 | 2004    | 2014   | 2024    |
| ------------------ | ---- | ------- | ------ | ------- |
| Număr de persoane: | 336  | 296     | 286    | 251     |
| Diferență:         |      | −11,90% | −3,37% | −12,23% |

| An:                | 2023 | 2024   |
| ------------------ | ---- | ------ |
| Număr de persoane: | 261  | 251    |
| Diferență:         |      | −3,83% |